# 対鰭

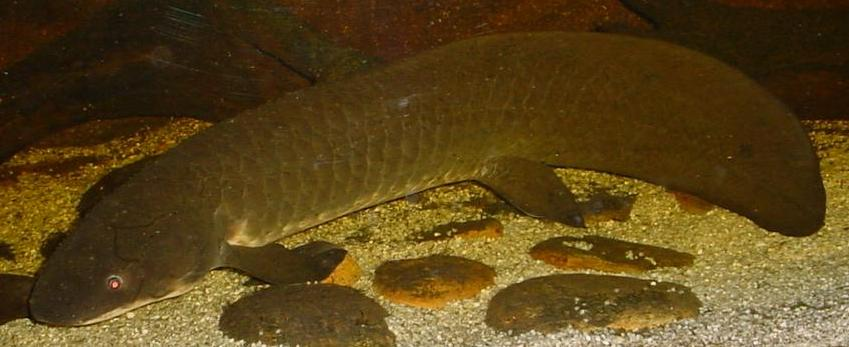
オーストラリアハイギョ Neoceratodus forsteri 。胸びれと腹びれの根もとに筋肉がついている

対鰭（ついき）とは、魚のひれのうち左右で対になっている胸鰭と腹鰭を指す。進化の過程で四肢動物の四肢の起源となったとされる。
対義語の不対鰭は、脊椎に沿って生じた正中鰭（背鰭、尾鰭など）。

## その役割
対鰭は対になっているので、左右のバランスや、水平のバランスを取る働きなどに係わっている。前進は尾びれや全身の力が主に使われるが、胸びれを細かく使う泳ぎ方をする魚も見られる。一般には外洋を素早く泳ぐ魚は、胸びれをあまり使わず、磯や底質近くでゆっくり泳ぐ魚が胸びれをよく使う。
特殊な例としては、トビウオは胸びれを広げて水中から飛び出して滑空することで有名であるが、胸びれとともに腹びれも発達している。同様に滑空するために発達した胸びれは、バタフライフィッシュなどにも見られるが、腹びれは発達していない。
また、底生魚では、胸びれや腹鰭が底を漁ったり這ったりするために特殊な発達をしたものもある。ハゼ類やダンゴウオ類では、腹びれは左右が融合して吸盤になっているものもある。ホウボウやオコゼ類には、胸びれや腹びれの一部がバラバラになって自由に動かせ、触手のように使えるものがある。
サメやエイでは、腹びれが雄の交接器にもなっている。一般の魚類の一部にも卵胎生のものなど体内受精のものがあるが、そのようなものでは交接器の働きは尻びれが行うものが多い。

## 進化の過程で
脊索動物の進化の過程から見ると、対鰭は不対鰭よりも後に生じたものである。現生の動物で見ても、円口類であるヤツメウナギなどには背鰭や尾鰭に類するものはあるが、対鰭はもっていない。ナメクジウオもそうである。化石からも、古生代の魚類では無顎類の多くは対鰭を持っていない。このほか、ピカイアなども背びれや尾びれのような部分があったようなので、脊索を持ち、体を左右にくねらせて泳ぐための適応として、垂直方向の突出が発達したものと考えられる。対鰭を持たないものにも、胸の辺りに左右に張り出したひれのような形の突起を持ったものもある。
最初に対鰭を持っていたのは、ヤモイティウスなどを含む欠甲類である。彼らの腹面には体に沿って細長いひれが一対あったと考えられる。無顎類にも、胸びれを一対持つものがいくつか知られるが、それらの系統関係はあまりはっきりしていない。
次いで、顎を持つ魚類の棘魚類（きょくぎょるい）は、より魚類的な姿で、名前の由来はすべてのひれの先頭にはっきりとした棘があることだが、この仲間には、腹面の左右に数対のひれを持っていた。先頭の対がやや大きく、後方のものが次第に小さくなっていた。これらのひれは、基部が幅広くなって体に続いており、動かして水をかいていたものではなさそうである。
それ以後の魚類は、たいてい二対の対鰭を持っており、一対はえらの後ろにあって胸びれ、後方の一対が腹びれとなっている。
軟骨魚類のサメ類では、胸びれはえらのすぐ後ろ、腹びれは肛門の直前にあり、いずれも腹面下側から左右に水平に突き出し、あまり動かすことはない。これに対し、同じく軟骨魚類のエイでは、胸びれは大きく発達し、これを波打つように動かすことで遊泳する。
硬骨魚類のいわゆる古代魚と言われる魚類では、胸びれはえら蓋の後ろの腹面側にあって、あおるように動かすことができる。腹びれは胸びれに近い形で、肛門の前にある。特に、肺魚類やポリプテルス類では、これらを動かして水底を這うように泳ぐ。このような使い方をするものから、両生類の四肢が進化してきたものと考えられる。
それ以外の一般の魚類である真骨魚類では、胸びれは体の側面に移動し、えら蓋の後ろで上に折り畳んで、上面を体に沿って伏せられるようになっている。また、腹びれは前方へ移動する傾向があり、場合によっては胸びれの間や、更にその前に位置する場合もある。いずれにせよ、腹びれは小さくなるものが多く、ウナギ類のようになくなってしまったものもある。

## 発生
現在、対鰭の形成に係わる遺伝子が、四肢の形成に強く係わるものとして、研究対象となっている。